# Proceratophrys melanopogon
Proceratophrys melanopogon är en groddjursart som först beskrevs av Miranda-Ribeiro 1926.  Proceratophrys melanopogon ingår i släktet Proceratophrys och familjen Cycloramphidae. IUCN kategoriserar arten globalt som livskraftig. Inga underarter finns listade i Catalogue of Life.